# 莢鰏巨孔粉蝨
莢鰏巨孔粉蝨（学名：Dialeuropora viburni）为粉蝨科孔粉蝨屬下的一个种。